# هارولد هيرينغ
هارولد هيرينغ (بالإنجليزية: Harold Hering)‏ هو ضابط أمريكي، ولد في 1936.